# Corrosiva! (álbum)
Corrosiva! es el nombre de un disco en DVD+CD en directo del grupo Soziedad Alkoholika, y lanzado en el año 2006.
Fue grabado en la Sala Razzmatazz de Barcelona el 2 de abril de 2005 y los videos extras del DVD en el Kukutza Gaztetxea de Bilbao el 23 de abril de 2005 y en el festival Viña Rock de Villarrobledo el 30 de abril de 2005. La producción corrió a cargo de Soziedad Alkoholika y fue mezclado en los Estudios Katarain. El DVD se mantuvo durante varias semanas en el segundo puesto de la lista oficial de ventas Promusicae.

## Canciones DVD y CD
- Intro
- Palomas y buitres
- Ratas
- Polvo en los ojos
- Casas vacías
- Piedra contra tijera
- Peces mutantes
- No kiero participar
- Sin Dios ni ná
- La aventura del saber
- En el tejado
- Stop criminalización
- Buenos momentos
- Pauso bat (letra del bertsolari Ion Maia)
- Cuando nada vale nada
- Jaulas de tierra
- Errare humanum est
- El beneficio de la duda
- Cienzia asesina
- Motxalo! (versión de la canción Pick Up Slip Up de Fischer Z)
- Nos vimos en Berlín